# Fluefiskeri
Fluefiskeri er en form for lystfiskeri der udføres med stang, hjul og flueline, hvor linens vægt bruges til at kaste fluen ud i vandet. Fluekastet kan sammenlignes med et kast med en kørepisk eller longerpisk, dog med den forskel at man ikke slår smeld ved fluekastet.
I sin oprindelige form skulle fluen efterligne insekter, men i dag efterlignes med fluen alt fra insekter til småfisk – alt sammen med den forudsætning at den fisk man forsøger at fange med fluen spiser netop den type byttedyr.
Fluen forbindes til linen med et forfang, oftes af tilspidset nylon og med en længde på 2-4 meter.
Afhængig af fiskeplads og hvilken fisk man ønsker at fange, samt ikke mindst valget af flue (alle tre parametret afstemmes naturligvis efter hinanden) føres fluen passivt eller aktivt i vandet:
Ved tørfluefiskeri efterligner man insekter der står på vandet, og falder som bytte for typisk ørred og stalling. Dette fiskeri finder oftest sted i vandløb, og fluen driver ubevægeligt over det sted fisken forventes at befinde sig, mens fiskeren holder kontakt ved enten at give line ud eller trække line hjem med hånden.
Vådfluen fiskes typisk med strømmen og føres roligt tværs over åen af strømmen, mens fiskeren blot holder kontakt med fluen. Metoden er så gammel som fluefiskeriet selv og velegnet til begynderen. Benyttes efter ørred, stalling, havørred og laks i alle mulige vandløb.
Ved kystfiskeri efterligner man småfisk og krebsdyr – eller tang hvis man forsøger at fange multer. Ved hjælp af særlig kasteteknik kan fluen kastes 20-30 meter ud (eksperter kaster længere, nybegyndere kortere) og fluen trækkes hjem så den bedst muligt bevæger sig som det byttedyr den skal ligne.
Søer fiskes i princippet så samme måde som på kysten, dog med den forskel at der ofte efterlignes insekter, der bevæger sig meget langsomt, og at lange kast sjældent er nødvendige..
Fluen består typisk af en krog, hvorpå der er bundet fjer, hår og andre materialer. Der findes mange tusinde fluemønstre.